# Xysticus idolothytus
Xysticus idolothytus är en spindelart som beskrevs av Dmitri Viktorovich Logunov 1995. Xysticus idolothytus ingår i släktet Xysticus och familjen krabbspindlar. Inga underarter finns listade i Catalogue of Life.